# Ren Dhark
Ren Dhark ist eine Science-Fiction-Serie, deren erstes Heft am 1. August 1966 erschien.
Von 1966 bis 1969 erschienen unter Leitung des Science-Fiction-Autors Kurt Brand 98 Ren-Dhark-Heftromane, ehe die Serie aufgrund zu geringer Verkaufszahlen eingestellt wurde.
Zur Fortsetzung kam es ab Mitte der Neunzigerjahre in Buchform.

## Auflagen/Erscheinungsformen
Ren Dhark ist zuerst in Form der sogenannten Heftromane erschienen, später in Buchform.
Die Hefte erschienen beim Kelter-Verlag, die Bücher erscheinen beim HJB-Verlag, dazu gibt es inzwischen auch Hörbücher, Sammelfiguren; ein Brettspiel ist ebenfalls erhältlich.

### Die Hefte

#### Ursprüngliche Heftserie
- Erste Auflage von 1966 bis 1969
- Zweite Auflage von 1977 bis 1981
- Dritte Auflage von 1987 bis 1990

#### Projekt 99
Die ursprüngliche Romanheftserie endete 1969 mit Band 98. Ab Heft Nr. 99 (deswegen auch der Name „Projekt 99“) wurde Ren Dhark ab 1991 zuerst von Fans weitergeführt. Dies geschah in den ersten Jahren sehr unregelmäßig und zog sich hin. Mittlerweile war der Buch-Nachdruck im HJB-Verlag im Gange und die Macher hatten wieder „Feuer gefangen“ und sich entschlossen, die Serie nun doch über das eigentliche Ende (Heft 98) weiterzuführen. Während die Serie in der Buchreihe mittlerweile in der Fortsetzung angelangt war, lief das Projekt 99 der Fans noch immer und es wurde für die Beteiligten immer schwieriger, das Eine vom Anderen zu trennen. Schließlich war der HJB-Verlag nicht mehr mit der parallelen Fortschreibung der Serie einverstanden und so musste der Mohlberg-Verlag, der die Herausgabe mit Band 108 übernommen hatte, die Serie mit Heft Nr. 133 im Jahr 2004 einstellen, obwohl schon Exposés bis Heft Nr. 200 vorlagen. So blieben denn auch Handlungsstränge offen.
Die Hefte 99–107 erschienen ab 1991 bis 1999 mit weißem Cover in Kleinstauflage, da der Club nicht mit allzu großer Nachfrage rechnete (s. a. CHECKMASTER).
Da der Verein finanziell nicht in der Lage war, das Projekt entsprechend in der geforderten Größenordnung zu realisieren, übernahm der Mohlberg-Verlag ab Heft 108 in neuer Aufmachung die komplette Herausgabe und in der Folge auch die Nachauflage der Ausgaben 99–107 in der neuen Aufmachung.

#### Ren Dhark Xtra
Hier werden zeitgleiche Ereignisse ohne Beteiligung Ren Dharks geschildert (beim HJB-Verlag die Sonderbände).
Abgeschlossene Einzelromane sind im Rahmen des „Projekt 99“ im Mohlberg-Verlag erschienen.

### Die Bücher

#### Herausgeber
Bis 1999 war Manfred Weinland Herausgeber der Buchreihe, von 1999 bis 2014 übernahm Hajo F. Breuer diese Aufgabe, seit 2014 ist es Ben B. Black.

#### Zyklen
- Classic-Zyklus von 1994–2000: Handlungszeitraum von 2051–2057 (Überarbeitung der ursprünglichen Heftserie) bestehend aus 16 Bänden, wobei die Bände 6–8 eine eingeschobene Trilogie mit Neuabenteuern nach dem Exposé von Manfred Weinland sind, die so als Heft nie erschienen
- Drakhon-Zyklus von 2000–2004: Handlungszeitraum von 2058–2059 bestehend aus 24 Bänden
- Sternendschungel Galaxis (schließt die Handlungslücke zwischen dem Drakhon- und dem Bitwar-Zyklus)
- Bitwar-Zyklus von 2004–2006: Handlungszeitraum von 2062–2064 bestehend aus 12 Bänden
- Weg ins Weltall ab 2006: Handlung ab 2064/65 (Weg ins Weltall ist als endloser Zyklus konzipiert, die einzelnen Handlungsabschnitte werden aber wie bisher 12 Bände umfassen)

#### Andere Ausgaben
- Sonderbände Hier werden zeitgleiche Ereignisse ohne Ren Dharks Beteiligung geschildert – der 29. und damit letzte Sonderband erschien Mitte Februar 2007 und ist der zweite Storyband
- Unitall-Reihe (ersetzt die Sonderbände) Hier werden zeitgleiche Ereignisse ohne Ren Dharks Beteiligung geschildert
- Ren Dhark Platinum (limitierte Wiederauflage vergriffener Sonderbände)
  - Sonderband 1: Die Legende der Nogk von Manfred Weinland
- Spezialbände (Einzelromane ohne Handlungsbindung, spielen sieben bis acht Jahre nach dem Classic-Zyklus in einem alternativen Universum)
  - Spezialband 1: Sternen-Saga/Dursttod über Terra (2001)
  - Spezialband 2: Zwischen gestern und morgen/Echo aus dem Weltraum (2002)
  - Spezialband 3: Als die Sterne weinten/Sterbende Zukunft (2003)
  - Spezialband 4: Werkstattband (noch nicht erschienen, Termin offen), Autor H. Langhans
  - Spezialband 5: Ren-Dhark-Lexikon (Dez. 2004), Cover von R. Voltz, Autor H. Langhans
- Forschungsraumer CHARR (Geschichten über Frederic Huxley und die Nogk; zwölf Bände)
- Der Mysterious (sechsbändige Serie zwischen historischem Roman und Science Fiction)

## Einführung in die Geschichte
Am 16. Mai 2051 kommt es zur ersten Begegnung der Menschheit mit Außerirdischen. In dieser Zeit soll das Kolonistenraumschiff GALAXIS mit 50.000 Menschen an Bord zum Deneb-Sonnensystem aufbrechen, um neuen Lebensraum zu erschließen. Die Erde wird zu dieser Zeit durch eine Bevölkerungsexplosion geprägt, die auf eine enorme Verbesserung der Medizin und das Fehlen von großen gewaltsam ausgetragenen Konflikten zurückzuführen ist. Das Raumschiff unter dem Kommando von Sam Dhark startet am 21. Mai 2051. Bei dem Versuch, den Planeten Dorado im Deneb-System zu erreichen, strandet es in den Tiefen des Weltraums. Ursache ist ein Fehler in den Silos des Time-Effekt-Antriebs.
Durch Anstrengungen von Ren Dhark (sein Vater ist auf dem Flug verstorben) erreicht die GALAXIS einen Planeten, auf dem Menschen leben können. Die Siedler errichten die Stadt Cattan auf dem von ihnen Hope genannten Planeten im Col-System. Bei Erkundungen im Col-System kommt es zu Zusammenstößen mit einem fremden Volk, den Amphis. Auf der Flucht vor dem Intriganten Rocco und nach der Deportation durch ihn auf den Dschungel-Kontinent Deluge stoßen die Terraner um Ren Dhark auf die Hinterlassenschaften einer anderen Kultur. Die verschollenen oder verschwundenen Wesen werden bald Mysterious genannt, da die Siedler nichts entdecken können, was auf das Erscheinungsbild der Erbauer der Anlagen hinweist. In einem Höhlenkomplex auf Deluge entdeckt die Gruppe um Ren Dhark neben einer Maschinenhalle einen 180 Meter durchmessenden Ring, der, wie sich herausstellt, ein unvollendetes Raumschiff der Unbekannten ist.
Nachdem man das Raumschiff Point Of Interrogation (Kurzform: Point Of) genannt und in Betrieb genommen hat, begibt man sich auf die Suche nach der Erde und auch die Jagd nach den Unbekannten, den Mysterious. Die Point Of lässt sich per sogenannter Gedankensteuerung steuern, die fähig ist, Gehirnwellenmuster und gedachte Kommandos der Führungscrew unter Dhark in konkrete Manöver umzusetzen. In Gefahrensituationen entwickelt diese Gedankensteuerung allerdings ein von der Besatzung nicht zu beeinflussendes Eigenleben, indem sie rücksichtslos fremde Angreifer zerstört oder abrupte Kursmanöver auch gegen den Willen der Besatzung ausführt. Auch die Benutzung der „Flash“ genannten Beiboote ist ziemlich mühsam, da die Mysterious möglicherweise über ein drittes Auge in der Schädeldecke verfügten und daher über dem Kopf der Piloten ein Monitor eingebaut ist. Die Terraner können ihn naturgemäß nur schwer nutzen.

## Point Of
Das ringförmige Schiff hat einen Durchmesser von 180 Metern mit einer 35 Meter starken Ringzelle, die komplett aus einem bisher unbekannten Metall gefertigt ist, das wegen seiner gewaltigen Belastungsfähigkeit „Unitall“ genannt wird. Später stellt sich heraus, dass Unitall weitgehend aus Tofirit (das die Menschen dann zum Bau von Raumschiffen benutzen) besteht. Die Menschen vollenden das auf dem Planeten HOPE in einem Höhlensystem gefundene unfertige Raumschiff. Es gelingt ihnen zwar, das Schiff zu fliegen, die meisten Fähigkeiten des Ringraumers bleiben ihnen aber zunächst verborgen. Die „Point Of“ ist mit 28 Beibooten Flash ausgerüstet.

## Menschen
- Robonen
- Cyborgs
- Salter/Mysterious: In Band 98 der Heftserie stellt sich heraus, dass die Mysterious Menschen sind, die Salter, die sich vor langer Zeit vom irdischen Kontinent Lemuria bei dessen Untergang ausgesiedelt haben. Es handelte sich jedoch dabei nur um eine Notauflösung Kurt Brands aufgrund des vorzeitigen Abbruchs der Heftserie. Die eigentliche Identität der Mysterious wie von Kurt Brand erdacht, wurde erst in der Buchfortsetzung aufgelöst.

## Fremdvölker
- Nogk sind ein insektoides Volk mit einem Aussehen wie Libellen, aber ohne Flügel. Commander Huxley kommt mit ihnen durch einen Fehlsprung des Raumschiffs FO 1 als Erster in Kontakt. Sie werden zu den treuesten Verbündeten der Terraner.
- Utaren sind kleine Humanoide, die pyramidische Raumschiffe bauen. Ihre Gesellschaft ist demokratisch aufgebaut, die Regierung heißt die „Weisheit der Utaren“. Die Utaren sind gute Freunde der Terraner.
- Rateken sind etwa drei Meter große Humanoide. Ihre Regierungsform ist ein zeitlich geteiltes Patriarchat und Matriarchat, d. h. Männer und Frauen lösen sich wechselseitig in der Regierung ab.
- Synties sind Wesen, die wie große Tropfen aussehen. Synties können im Weltraum genauso agieren wie auf Planeten. Sie ernähren sich ausschließlich von Energie, normalerweise von Sonnenstrahlung, im Notfall hilft aber auch ein Beschuss mit Lasern, um ihnen das Weiterleben zu ermöglichen. Sie gelten als „galaktische Schiedsrichter“. Ob sie organisch sind, ist nicht geklärt.
- Amphis sind Amphibien, auf die die Menschen zuerst im Col-System treffen. Sie haben Dreiecksraumer. Auf die Amphis stoßen die Menschen erst später wieder.
- Giants, auch „All-Hüter“ genannt, sind über zwei Meter groß und haben ein Raubtiergesicht. Sie fliegen Kugelraumschiffe. 2051 versklaven sie die Menschen der Erde mit Hilfe von Hyperfunkwellen. Davon bleibt einzig die Rückzugsstation T-XXX verschont, die in Alaska tief im Fels verborgen ist. Der Arzt Manu Tschobe findet später heraus, dass die Giants Roboter sind.
- Tel sind absolut humanoid. Sie gleichen den Menschen, haben eine schwarze Hautfarbe. Verächtlich werden sie auch „Schwarze Weiße“ oder „Bast“ genannt. Die Tel sind technologisch weit fortgeschritten und haben im Orion-Arm im gegenüberliegenden Teil der Galaxis das Sternenreich Telin errichtet.

## Team
Autoren/Grafiker der Serie sind/waren u. a.:
- Ben B. Black (Herausgeber und Exposé-Autor)
- Jan Gardemann
- Achim Mehnert
- Nina Morawietz
- Ralph Voltz (Zeichner)
- Andreas Zwengel

## Kritik
In einer neueren Kritik wird auf die besondere Beziehung zwischen einem Menschen und einem Fremdwesen eingegangen: „Diese Beziehung ‚… der so ungleichen, aber verlässlichen Freunde‘ bürgt für eine Aussage, die ganz im Sinne des Serienbegründers Kurt Brand steht – friedliche Koexistenz der Völker, die Achtung Anderer, auch wenn sie anders aussehen oder ihre eigenen Verhaltensweisen haben, ist heute aktueller denn je.“